# Brestot
Brestot ist eine französische Gemeinde mit 636 Einwohnern (Stand: 1. Januar 2022) im Département Eure in der Region Normandie. Die Gemeinde gehört zum Kanton Pont-Audemer. Die Einwohner werden Bonnevillais genannt.

## Geografie
Brestot liegt etwa 40 Kilometer westsüdwestlich von Rouen im Roumois. Umgeben wird Brestot von den Nachbargemeinden Éturqueraye im Norden, Rougemontier im Osten, Illeville-sur-Montfort im Süden und Südosten, Appeville-Annebault im Süden und Südwesten, Cauverville-en-Roumois im Westen sowie Étréville im Nordwesten.
| Jahr      | 1962 | 1968 | 1975 | 1982 | 1990 | 1999 | 2006 | 2016 |
| --------- | ---- | ---- | ---- | ---- | ---- | ---- | ---- | ---- |
| Einwohner | 284  | 267  | 294  | 337  | 424  | 404  | 458  | 575  |

## Sehenswürdigkeiten
- Kirche Saint-Sauveur (auch: Sainte-Marie) aus dem 11./12. Jahrhundert mit späteren Umbauten
- Pfarrhaus aus dem 18. Jahrhundert
- Schloss Brumare aus dem 17. Jahrhundert, seit 1978 Monument historique

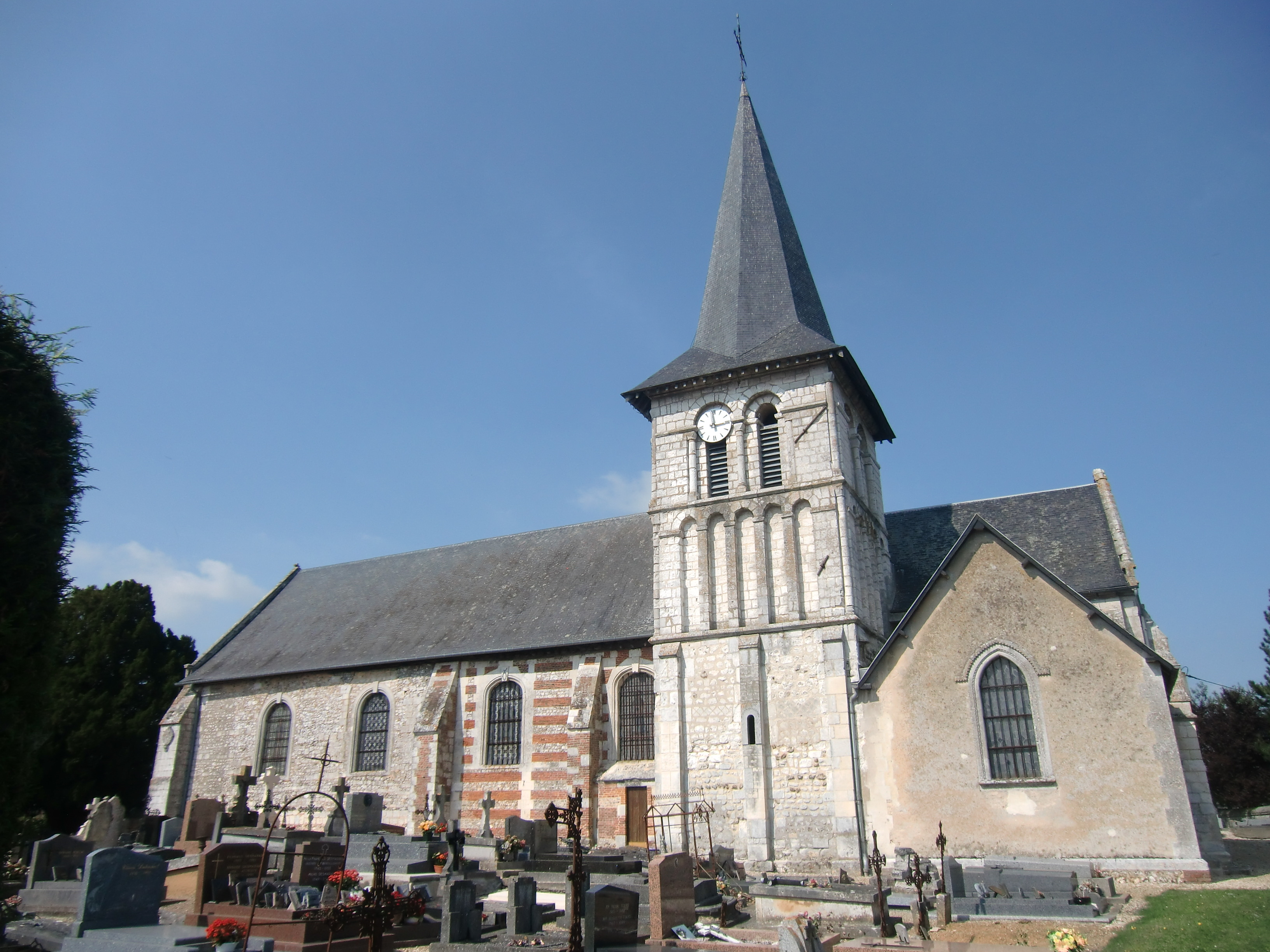
Kirche Saint-Sauveur
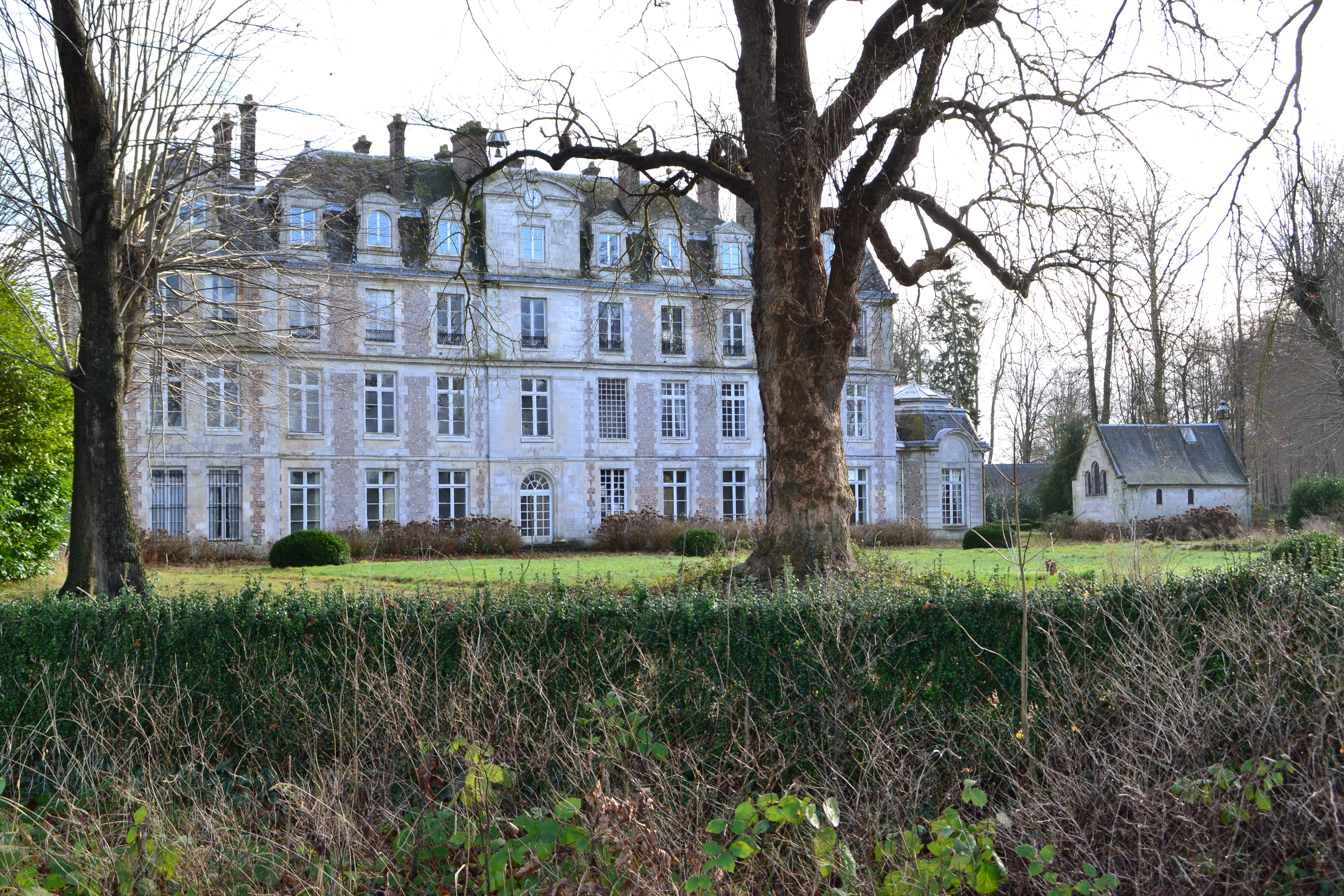
Schloss Brumare